# Ctenodrilus serratus
Ctenodrilus serratus är en ringmaskart som först beskrevs av Schmidt 1857.  Ctenodrilus serratus ingår i släktet Ctenodrilus och familjen Ctenodrilidae. Arten har ej påträffats i Sverige. Inga underarter finns listade i Catalogue of Life.